# Petruța Iugulescu

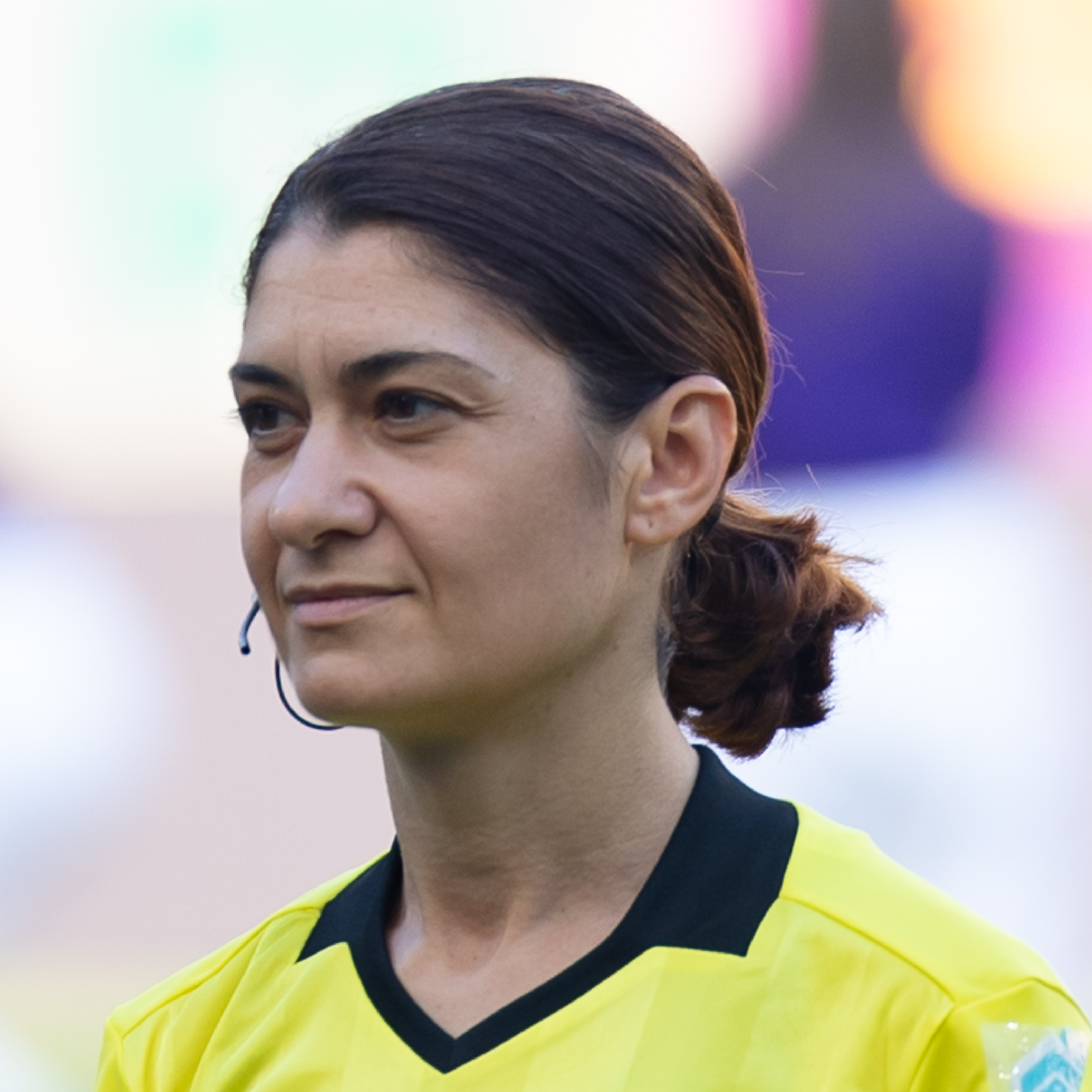
Petruța Iugulescu (2019)

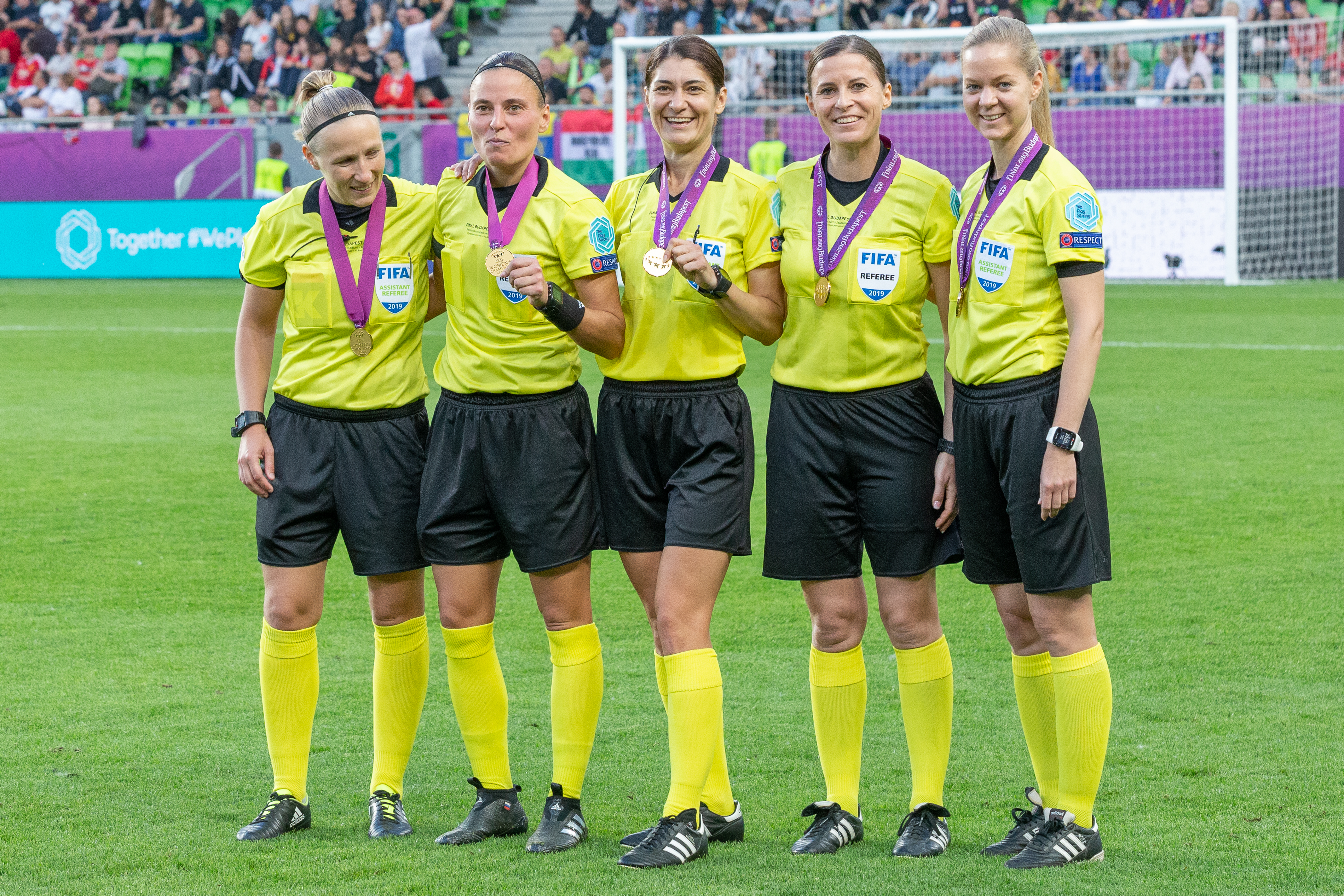
Petruța Iugulescu (Mitte) beim Women’s-Champions-League-Finale 2018/19

Petruța Claudia Iugulescu (* 20. September 1979) ist eine rumänische Fußballschiedsrichterassistentin.
Seit 2005 steht sie auf der Liste der FIFA-Schiedsrichter.
Iugulescu war (meist im Schiedsrichtergespann von Teodora Albon) unter anderem Schiedsrichterassistentin bei der Europameisterschaft 2013 in Schweden, bei der Weltmeisterschaft 2015 in Kanada, beim olympischen Fußballturnier 2016 in Rio de Janeiro, bei der Europameisterschaft 2017 in den Niederlanden, beim Algarve-Cup 2019 und bei der Weltmeisterschaft 2019 in Frankreich. Insgesamt war sie bei sechs WM-Spielen im Einsatz.
Am 18. Mai 2019 war Iugulescu Teil des Schiedsrichtergespanns von Anastassija Pustowoitowa im Finale der UEFA Women’s Champions League 2018/19 zwischen Olympique Lyon und FC Barcelona (4:1).
Iugulescu war Schiedsrichterassistentin bei der Fußball-Europameisterschaft 2022 in England (im Schiedsrichtergespann von Iuliana Demetrescu).